# Сплитски партизански одред
Сплитски народноослободилачки партизански (НОП) одред је био партизанска јединица у саставу Народноослободилачке војске и партизанских одреда Југославије током Другог светског рата у Хрватској.

## Историјат
Априлски рат 1941. и капитулација Краљевине Југославије у Сплиту је значио долазак окупаторске италијанске војске, анексију Сплита и великог дела Далмације Краљевини Италији. Након немачког напада на Совјетски Савез, комунисти целе Европе били су позвани на устанак и отпор Немачкој и њеним савезницама. У складу са позивом Комунистичке партије Југославије да се у вим деловима окупиране Југославије подигне устанак против окупатора и домаћих сарадника, у Сплиту се убрзано припремао оружани отпор. Још неколико месеци раније, у краткотрајном Априлском рату било је прикупљено понешто оружја, а тајно су се организовале и ударне групе. Због упорног тражења од стране вођства КП Хрватске, по далматинским градовима почели су да се формирају борбени одреди са задатком да се у што краћем року пребаце на територију у залеђу Далмације. Формиран је одлуком Покрајинског комитета Комунистичке партије Хрватске за Далмацију 11. августа 1941. у Сплитском пољу (у пределу Плоките). Имао је три вода са 60 бораца чланова КПЈ и СКОЈ, претежно радника, припадника дотадашњег Сплитског борбеног одреда, који су раније завршили војну обуку. Иако је Вицко Крстуловић, секретар Покрајинског комитета КПХ за Далмацију, сматрао да је задани временски рок прекратак и да би лоша организација пребацивања у залеђе могла бити погубна, 11. августа 1941. године Одред је кренуо из Сплита. На путу за планину Динару, где је требало да отпочну са нападима на непријатељске посаде, водови су изгубили везу. Одред је стигао код села Кошуте тек 14. августа и исцрпљен од марша, глади и жеди био је након два часа окружен од усташа и домобрана. Њима су пристигли из Сиња као појачање делови 15. пешачке пуковније и 97. легије црних кошуља с артиљеријом. После пада мрака, главнина Одреда пробила се по групама, али је том приликом погинуо командант одреда Мирко Ковачевић, борац шпанског грађанског рата и први командант далматинских партизанских јединица. Италијанске и усташке јединице заробиле су 23 партизана које су усташе стрељале у Рудуши код Сиња, док се 13 бораца пробило и вратило у Сплит. Вод који је заостао на падинама Мосора, након пристизања вести о разбијању главнине Одреда, по налогу ПК вратио се у Сплит. У Сплиту је првих дана новембра формиран нови Сплитски НОП одред од око 20 бораца, припадника ударних група, чланова КПЈ. Група бораца Одреда је 9. новембра 1941. у центру града усред дана, напала ручним бомбама одред италијанске пешадије са војном музиком дивизије Каћатори деле Алпи и ранила 24 италијанска војника. Због репресалија окупатора, званично формирање Одреда извршено је крајем децембра 1941, а у фебруару 1942. Одред је ушао у новоформирани Мосорски НОП одред. Наређењем Штаба групе НОП одреда за Далмацију у пределу Мућа и Лећевице формиран је 15. марта 1943. нови Сплитски НОП одред од три батаљона. Језгро 1. батаљона чинили су Трогирски и Каштелански партизански вод, 2. батаљона – Шибенско-дрнишка партизанска чета и 3. батаљона – Буковачко—проминска партизанска чета. Попуњаван је новим борцима из свих делова средње Далмације, а средином априла имао је око 400 бораца. Одред је тада био највећа партизанска јединица у средњој Далмацији и имао је задатак, у првом реду, да брани слободну територију и врши мобилизацију нових бораца после одласка 9. далматинске дивизије НОВЈ ка Неретви и Херцеговини. После формирања Одред је бранио слободну територију мучког подручја, али се пред надмоћним италијанским и усташким јединицама морао пребацити на падине Динаре. Ту је, ослонцем на слободну територију, нападао четничке, усташке и домобранске посаде, које су након одласка бригада и дивизија НОВЈ, покушавале да униште Организације НОП и мање партизанске јединице на подручју између Книна и Сиња. Његова два батаљона су крајем марта напали и избацили четнике и усташе из Отишића и Маовица, и водили борбу с усташама на цести Сињ—Врлика. Затим оба батаљона крећу ка Книнској крајини и Косову, нападају и избацују четнике из Мале Полаче 2. април 1943, а два дана касније 3. батаљон одреда и један батаљон 10. крајишке бригаде напали су четничке снаге у Врпољу поред Книна. У жестоким борбама које су се наставиле и сутрадан, батаљон је имао губитке од 21 погинулог и 7 рањених. Главнина Одреда води борбе у Книнској крајини против Италијана и четника до средине априла, а у приморју, где је дејствовао 1. батаљон Одреда формиране су Трогирска и Шибенска партизанска чета; 23/24. априла 1943. три батаљона Одреда напала су на италијанске посаде у Каштелима, делом уништили батерију топова у Каштел Лукшићу, запалили железничку станицу у Каштел Гомилици, општинску зграду и војну коњушницу у Каштел Сућурцу. Након тога 1. батаљон остаје на каштеланском Козјаку, и ноћу 29. априла 1943. врши препад на италијанске посаде у јаким бункерима, а 2. и 3. батаљон су 27. априла 1943, напали и избацили из села Кљаке усташе, а потом продужили ка подручју измеду Дрниша и Шибеника где су 1. маја разбили усташку посаду у селу Покровнику. Тим дејствима Одред је поновно стабилизовао слободну територију у средњој Далмацији. Током јуна део снага Одреда дејствује на самој обали. Група бораца онеспособила је италијански хидроавион код Сегета и напала италијански моторни чамац код Трогира, избацила из шина италијански оклопни воз на прузи Сплит—Дрниш, рушила пруге Сплит—Дрниш и Перковић—Шибеник више пута, ослободила од Италијана селу Марину, водила у више наврата борбе с Италијанима, усташама и четницима, и прихватила веће групе добровољаца. Крајем августа 3. батаљон ушао је у састав 1. далматинске бригаде. У данима капитулације Италије, Одред је давао борце за новоформиране далматинске јединице, а средином септембра преостало људство ушло је у састав Сплитске бригаде, касније (средином октобра) преименоване у 4. бригаду 9. дивизије.

## Споменици
На месту на Плокитама где су се окупили борци пред полазак постављена је 11. августа 1981. спомен-плоча.
Гробови погинулих у Кошутама и стрељаних у Рудуши су у спомен-костурници (део партизанског Спомен-гробља палим борцима Сплита) у пећини на Ловринцу, заједничкој гробници с посмртним остатцима 122 погинула или погубљена борца.
На брегу јужно од пута Сињ-Триљ у Кошутама, месту кобног окршаја, подигнут је Споменик погинулим борцима, дело архитекта Вуке Бомбарделија.
У Рудуши код Сиња, подигнут је споменик на месту стрељања заробљеног 21 борца Одреда, 2 борца Солинског одреда и једног сељака оптуженог да је помагао партизанима, дело Вуке Бомбарделија.
Једна је сплитска улица у доба Југославије носила име по Сплитском одреду и датуму битке 14. августа, а једна основна школа се звала по Сплитском одреду.